# Church Hill (Tennessee)
Church Hill is een plaats (city) in de Amerikaanse staat Tennessee, en valt bestuurlijk gezien onder Hawkins County.

## Demografie
Bij de volkstelling in 2000 werd het aantal inwoners vastgesteld op 5916.
In 2006 is het aantal inwoners door het United States Census Bureau geschat op 6552, een stijging van 636 (10,8%).

## Geografie
Volgens het United States Census Bureau beslaat de plaats een oppervlakte van
24,3 km², waarvan 23,0 km² land en 1,3 km² water. Church Hill ligt op ongeveer 416 m boven zeeniveau.

## Plaatsen in de nabije omgeving
De onderstaande figuur toont nabijgelegen plaatsen in een straal van 20 km rond Church Hill.